# HyunA
Đây là một tên người Triều Tiên, họ là Kim.
Kim Hyun-ah (tiếng Hàn: 김현아; Hanja: 金泫雅; Hán-Việt: Kim Huyền Nhã, sinh ngày 6 tháng 6 năm 1992), thường được biết đến với nghệ danh HyunA, là một nữ ca sĩ, vũ công, nhạc sĩ kiêm người mẫu người Hàn Quốc, là thành viên của nhóm nhạc nữ K-pop 4Minute trực thuộc Cube Entertainment. Cô từng là 1 trong 5 thành viên ban đầu của Wonder Girls thuộc JYP Entertainment và là một nửa của bộ đôi Trouble Maker. HyunA cũng rất thành công trong sự nghiệp solo. Hiện cô đang trực thuộc P NATION. HyunA ra mắt năm 2007, với tư cách là thành viên chính thức của Wonder Girls, nhưng cô đã rời nhóm sau vài tháng vì lý do sức khỏe. Năm 2008, HyunA ký hợp đồng với Cube Entertainment, thực tập trong vòng 1 năm và ra mắt với 4Minute vào năm 2009. Đĩa đơn ra mắt của nhóm "Hot Issue" nhận được rất nhiều sự quan tâm từ trước khi nhóm biểu diễn trên sân khấu. HyunA là một nữ nghệ sĩ có một sự nghiệp solo nổi bật, có nhiều ca khúc nổi tiếng như "Bubble Pop","Ice cream" và "Red". HyunA càng thêm phần nổi tiếng khi cô xuất hiện trong bản hit hàng tỉ lượt xem nổi tiếng khắp thế giới của Psy, "Gangnam Style". Tên fandom của HuynA là A-ing. Cô cũng sở hữu cho mình một kênh youtube là HuynA với hơn 2 triệu người đăng kí.

## Tiểu sử
Kim Hyun-ah sinh ngày 6 tháng 6 năm 1992 tại Quận Trung, Incheon, Hàn Quốc. Cô từng học tại Trường trung học Choongam, Trường Trung học Nghệ thuật Hàn Quốc và Đại học Konkuk chuyên ngành văn hóa nghệ thuật.

## Sự nghiệp

### 2006-2009: Khởi đầu sự nghiệp
Năm 2006, cô được tiết lộ là thành viên của nhóm nhạc nữ thuộc sự quản lý của JYP Entertainment, Wonder Girls với vai trò là rapper chính của nhóm. Hyuna đã tham gia vào mini album đầu tay của nhóm The Wonder Begins, phát hành vào tháng 2 năm 2007. Cô đã tham gia chương trình truyền hình của nhóm MTV Wonder Girls trong hai mùa và đồng tổ chức Show! Music Core với Wonder Girls,  Sohee và Fly to the Sky cùng với ca sĩ Brian Joo từ ngày 12 tháng 5, ngày 30 tháng 6 năm 2007. Hyuna rời Wonder Girls vào tháng 7, khi cha mẹ cô lo lắng cho sức khỏe của mình, đặc biệt là căn bệnh viêm dạ dày ruột mãn tính và đã từng ngất xỉu. Năm 2008, cô đầu quân vào Cube Entertainment. Vào tháng 5 năm 2009, Hyuna ra mắt với nhóm nhạc nữ 4Minute với đĩa đơn "Hot Issue" vào ngày 15 tháng 6.

### 2009-2010: Bắt đầu sự nghiệp solo
Hyuna hợp tác với Lee Gi-kwang trong bài hát "2007" cho album đầu tay First First: A New Hero của anh, và cũng xuất hiện trong video âm nhạc của đĩa đơn "Dancing Shoes", được phát hành vào ngày 30 tháng 3 năm 2009. Vào tháng 8 năm 2009, cô là nghệ sĩ khách mời trong bài hát "Wasteful Tears" của Navi và cô cũng xuất hiện trong video âm nhạc của bài hát này. Hyuna cũng xuất hiện trong bài hát "Bittersweet" của Brave Brothers, phát hành ngày 18 tháng 8. Cô trở thành thành viên của "Dream Team Girl Group", một nhóm nhạc quảng cáo cho điện thoại Anycall của Samsung cùng với Han Seung-yeon, Uee và Gain. Đĩa đơn kỹ thuật số đầu tiên của nhóm "Tomorrow" được phát hành vào ngày 6 tháng 10 năm 2009 và video âm nhạc chính thức được phát hành vào ngày 12 tháng 10, với sự tham gia của nam diễn viên Lee Dong-gun.  Đồng thời, Hyuna phát hành một phiên bản cá nhân của video âm nhạc này vào ngày 27 tháng 10. Cô tham gia chương trình tạp kỹ Hàn Quốc Invincible Youth. Tuy nhiên, Hyuna rời khỏi chương trình này do lịch trình bận rộn ở nước ngoài vào ngày 11 tháng 6 năm 2010.

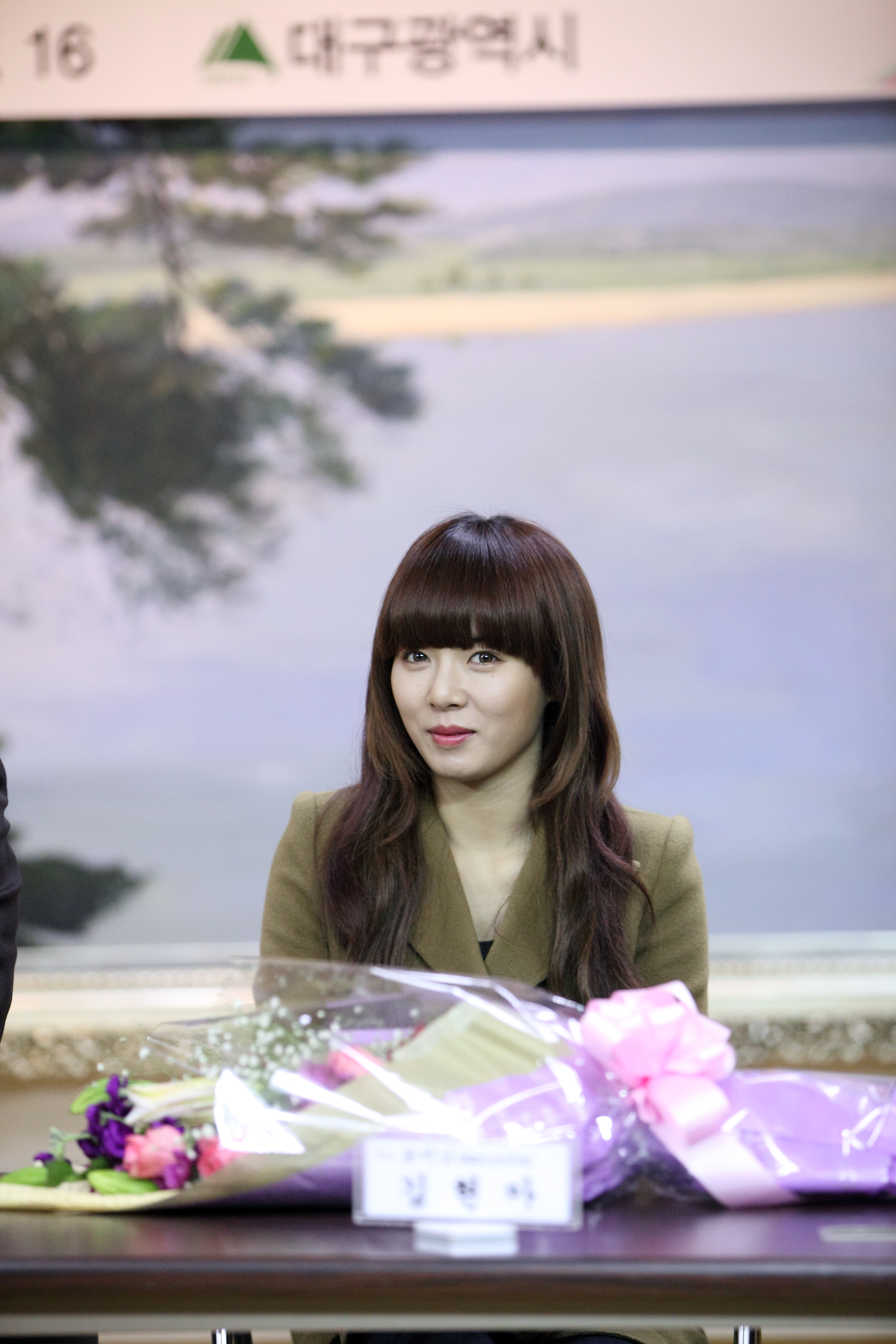
HyunA năm 2010

Vào ngày 4 tháng 1 năm 2010, cô phát hành đĩa đơn "Change", được xếp hạng cao trên các bảng xếp hạng âm nhạc trực tuyến khác nhau. Bài hát đạt vị trí thứ mười bốn trên bảng xếp hạng Gaon năm 2010 với 2.469.354 bản được bán ra. Mười ngày sau, vào ngày 14 tháng 1, video âm nhạc "Change" bị Bộ Bình đẳng giới và Gia đình xếp hạng 19+ vì không phù hợp với trẻ vị thành niên. Cube Entertainment nói rằng video âm nhạc sẽ được chỉnh sửa lại và đệ trình để phê duyệt. Tuy nhiên, đài phát sóng SBS thông báo rằng video âm nhạc này sẽ bị hạn chế cho khán giả dưới 15 tuổi và MBC thông báo rằng nó vẫn có thể phát sóng được cho tất cả khán giả. Cô phát hành thêm một vài đĩa đơn vào năm 2010, bao gồm "Love Parade" với Park Yun-hwa, "Outlaw in the Wild" kết hợp với Nassun và được sản xuất bởi E-Tribe. Hyuna cũng tham gia đĩa đơn song ca của G.NA "Say You Love Me", cô đã viết lời rap. Vào tháng 10 năm 2010, cô xuất hiện trong bộ phim kinh dị Midnight FM với thành viên 4Minute Jihyun vào ngày 14 tháng 10 năm 2010.

### 2011-2015: Đột phá

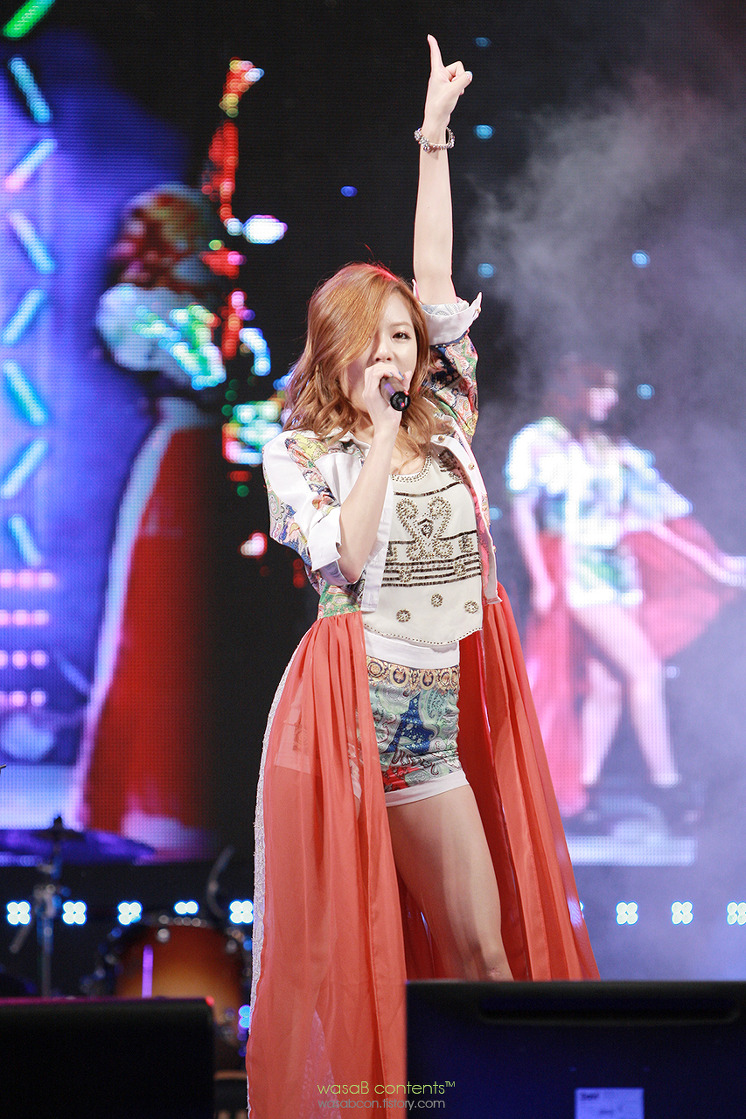
Hyuna biểu diễn tại Paju Sound of a Drum Festival vào ngày 15 tháng 9 năm 2012.

Năm 2011, Hyuna xuất hiện trong chương trình Dancing with the Stars phiên bản Hàn Quốc. Chương trình bắt đầu phát sóng vào ngày 10 tháng 6. Cùng năm đó, cô phát hành mini album đầu tiên của mình, Bubble Pop, gồm năm bài hát mới bao gồm cả ca khúc chủ đề cùng tên. Đĩa đơn là một thành công toàn cầu và xuất hiện trên bảng xếp hạng "được xem nhiều nhất hiện nay" của YouTube sau khi đạt được một triệu lượt xem sau hai ngày. Cuối cùng nó đã trở thành video âm nhạc đầu tiên của một nghệ sĩ K-pop vượt qua 100 triệu lượt xem. Hyuna được xếp hạng 17 trong bảng xếp hạng 21 Under 21 Bill của Billboard, "Bubble Pop" được xếp ở vị trí thứ 9 trên "20 bài hát hay nhất năm 2011" của tạp chí Spin. Ngày 24 tháng 11 năm 2011, Cube tiết lộ rằng cô sẽ là thành viên trong một nhóm nhạc hợp tác có tên Trouble Maker cùng với Hyunseung. Mini album đầu tiên của Trouble Maker, Trouble Maker, bao gồm một bài dance và một bản ballad tình cảm, cũng như các bài hát solo cho cả Hyuna và Hyunseung. Trouble Maker  lần đầu tiên trình diễn trực tiếp tại Mnet Asian Music Awards.
Vào tháng 3 năm 2012, cô tham gia The Birth of a Family, một chương trình nơi các thần tượng nhận nuôi thú cưng đi lạc và chăm sóc chúng trong một thời gian nhất định để nâng cao nhận thức về quyền động vật. Vào ngày 14 tháng 3, Hyuna đã công bố ra mắt thương hiệu Hyuna x SPICYCOLOR. Cô cũng xuất hiện trong video âm nhạc "Gangnam Style" của PSY. "Gangnam Style" trở thành video âm nhạc được xem nhiều nhất K-pop và HyunA nhận được sự chú ý trên khắp thế giới. Psy phát hành phiên bản nữ của "Gangnam Style", được gọi là "Oppa Is Just My Style" vào tháng 8 năm 2012. Hyuna phát hành mini album thứ hai của mình mang tên Melting vào ngày 21 tháng 10 năm 2012 với ca khúc chủ đề "Ice Cream". Bài hát được sản xuất bởi Brave Brothers và là lần hợp tác đầu tiên giữa nhà sản xuất này và Hyuna với tư cách là một nghệ sĩ solo. MV "Ice Cream" được phát hành vào ngày 22 tháng 10 năm 2012 và có sự xuất hiện của Psy. "Ice Cream" đã thu hút sự chú ý trên toàn cầu, sau khi được một số phương tiện truyền thông quốc tế giới thiệu. Nó đã thu hút số lượt xem kỷ lục trên YouTube và trở thành video âm nhạc của Hàn Quốc nhanh nhất đạt 20 triệu lượt xem.  Trong cùng tháng đó, có thông báo rằng cô sẽ cùng bốn ngôi sao K-pop khác; Hyolyn, Jun Hyo-seong, Nana và Nicole thành lập một nhóm nhạc dự án mang tên "Dazzling Red". Nhóm đã biểu diễn tại SBS Gayo Daejeon 2012.

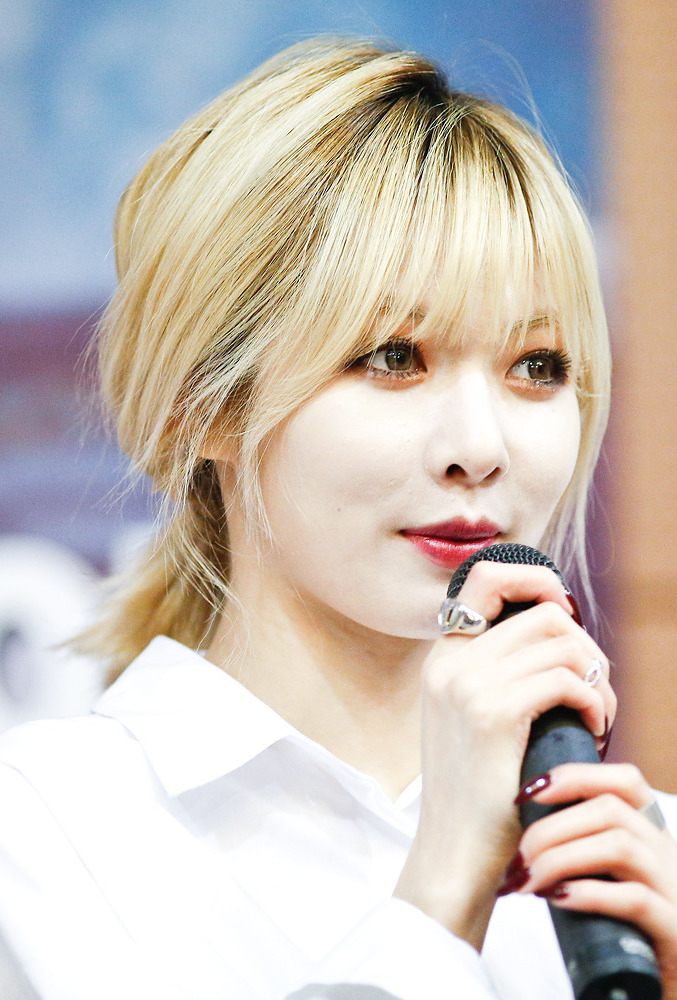
Hyuna tại một fansign của Trouble Maker vào ngày 6 tháng 11 năm 2013

Vào ngày 24 tháng 5, Hyuna hợp tác với các nghệ sĩ trang điểm Son & Park để khởi động một loạt các hoạt động từ thiện mang tên "Kiss of Hope", với lợi nhuận được quyên góp cho việc giáo dục trẻ em ở các nước nghèo. Vào tháng 3, cô đã trở thành người phát ngôn của Toyota Corolla 2013. Hyuna đã phát hành video âm nhạc ngắn "Corolla x Hyuna: My Color", và ứng dụng di động "Corolla x Hyuna" dạy bài hát và vũ đạo của cô. Vào ngày 11 tháng 3, cô đã biểu diễn tại K-Pop Night Out tại Austin, Texas. Hyuna sau đó đã đến Los Angeles để quay một bản phác thảo Funny or Die với ca sĩ người Anh, Rita Ora. Video "Better Walk" của hai ngôi sao đã được phát hành trên "Funny or Die" vào ngày 2 tháng 4 năm 2014. Vào tháng 10, cô và Hyunseung trở lại với vai trò là Trouble Maker. Họ đã phát hành đĩa đơn "Now" từ EP Chemistry của họ. Bài hát đạt vị trí số một trên mười bảng xếp hạng âm nhạc lớn của Hàn Quốc. Nó cũng đứng đầu bảng xếp hạng K-Pop Hot 100 của Billboard. Vào tháng 7 năm 2014, cô phát hành album thứ ba mang tên A Talk và đĩa đơn chính "Red". Để quảng bá album, Hyuna xuất hiện trong chương trình thực tế của riêng mình mang tên Free Month, Billboard ca ngợi cô như một thương hiệu nhạc pop toàn cầu và Rolling Stone đưa "Red" vào vị trí thứ 5 năm trong danh sách mười video âm nhạc hàng đầu năm 2014. Album cũng đứng đầu các bảng xếp hạng tại Đài Loan. Vào tháng 8 năm 2015, cô đã phát hành mini album thứ tư A+, với đĩa đơn có tựa đề "Roll Deep" với sự tham gia của Jung Il-hoon. Hyuna đã trở lại trên M! Coundown và biểu diễn "Ice, Ice" với Hwasa.

### 2016-2020: Tiếp tục thành công, đầu quân cho P-Nation

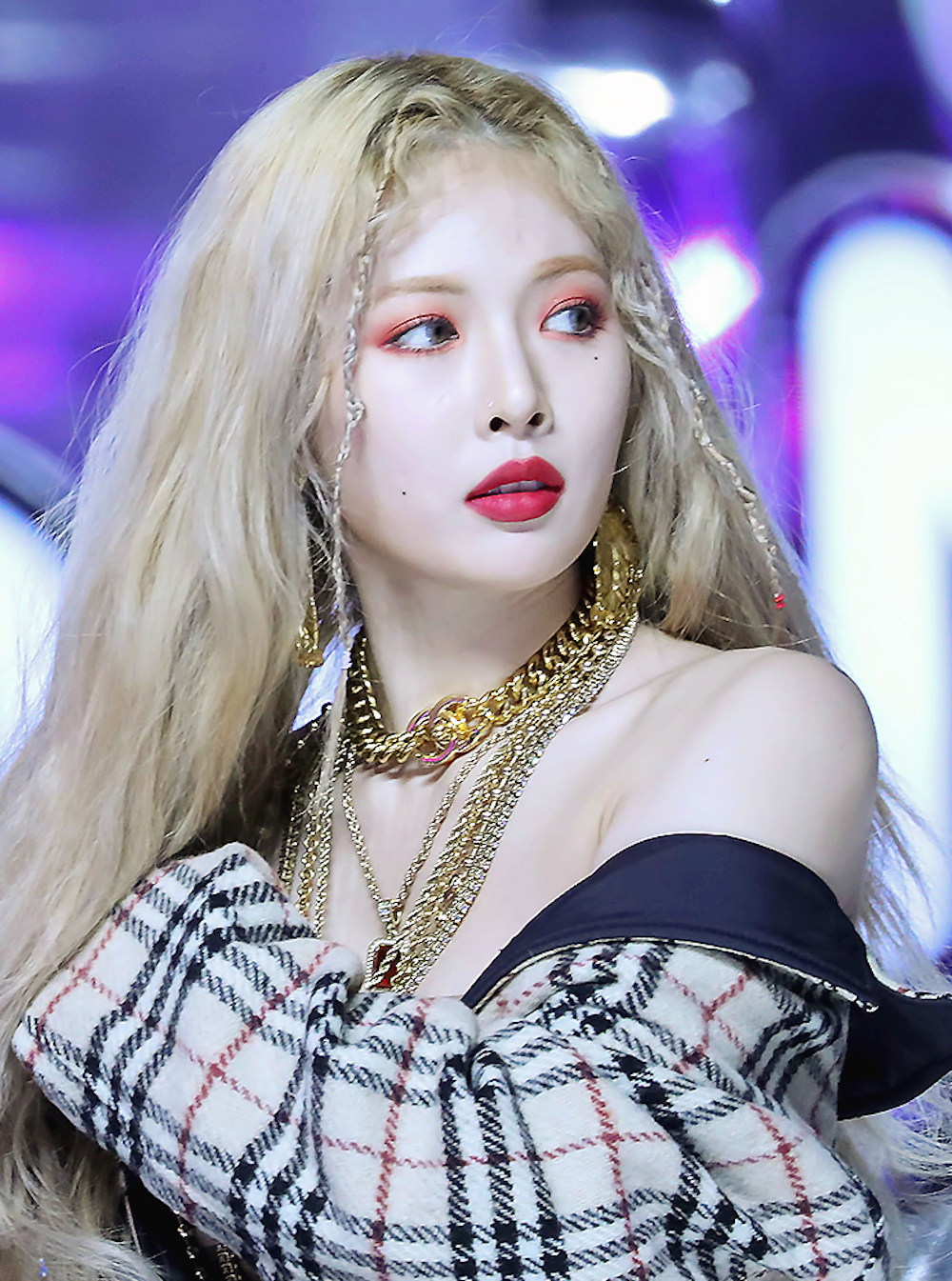
HyunA trình diễn tại Melon Music Awards 2017.

Vào ngày 13 tháng 6 năm 2016, có thông báo cho rằng 4Minute đưa ra quyết định tan rã. Hyuna là thành viên duy nhất của nhóm gia hạn hợp đồng với Cube Entertainment. Sau khi nhóm tan rã, cô tiếp tục hoạt động với tư cách là một nghệ sĩ solo, với việc phát hành mini album thứ năm A'wgie và ca khúc chủ đề "How's This?", Vào ngày 1 tháng 8 năm 2016. những cảnh hậu trường trong quá trình chuẩn bị album của Hyuna đã được giới thiệu trong chương trình thực tế của cô HyunA X19. Album đứng đầu chín bảng xếp hạng âm nhạc địa phương khi phát hành. Cô bắt đầu chuyến lưu diễn châu Á đầu tiên ngay sau đó. Để đánh dấu mười năm sự nghiệp của mình, Hyuna đã công bố một chuyến lưu diễn gặp gỡ người hâm mộ ở Bắc Mỹ. Cô đã đến tổng cộng mười thành phố trong tháng 2 năm 2017. Vào ngày 3 tháng 4 năm 2017, Cube Entertainment xác nhận rằng cô và các thành viên Pentagon Hui và E'Dawn sẽ được ra mắt vào tháng 5 với tư cách là nhóm nhạc mới, Triple H. Vào ngày 4 tháng 4, Cube TV ra mắt một chương trình truyền hình thực tế mới có tên Triple H Detective Agency. Hyuna đã phát hành mini-album thứ sáu của cô và ca khúc chủ đề "Babe" vào ngày 29 tháng 8 năm 2017. Vào ngày 2 tháng 12 năm 2017, nữ rapper đã tham dự Melon Music Awards 2017, nơi cô ra mắt đĩa đơn "Lip & Hip". Nó được phát hành chính thức hai ngày sau đó.

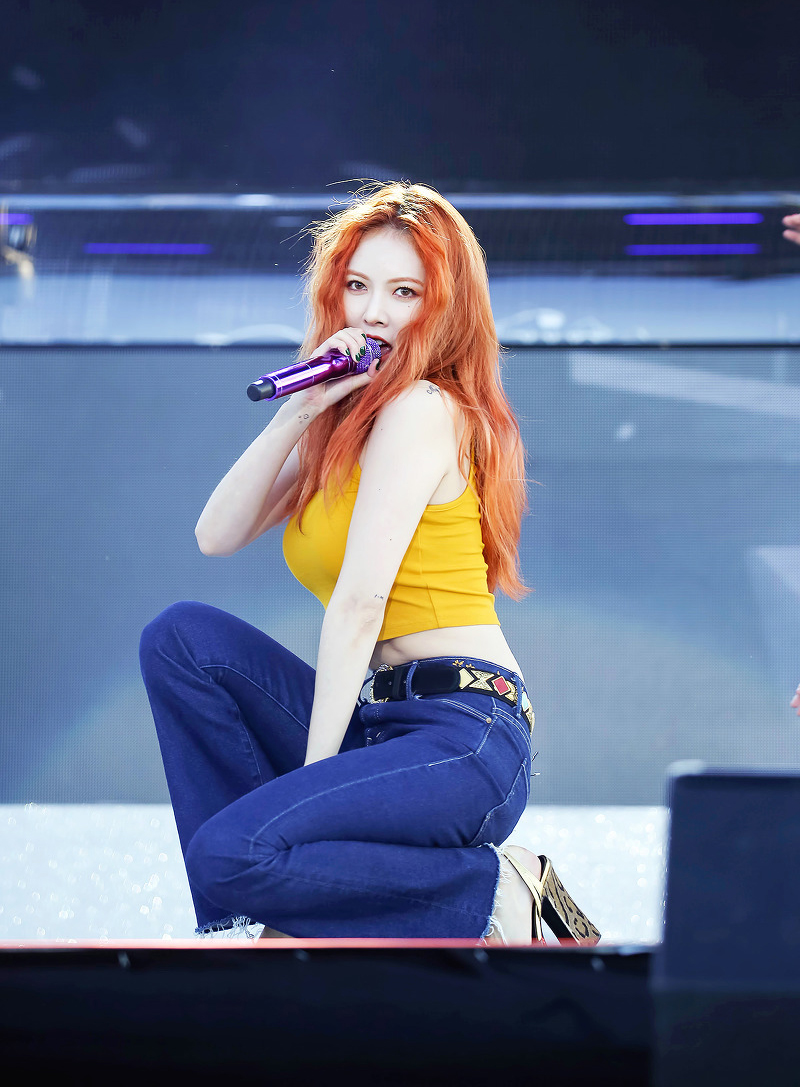
HyunA tại Dream Station ngày 27/5/2017

Vào ngày 2 tháng 8 năm 2018, nhiều bức ảnh của Hyuna với E'Dawn đã được đăng tải lên mạng xã hội. Cube Entertainment phủ nhận tin đồn rằng họ đang hẹn hò, tuy nhiên cô và E'Dawn đã tổ chức một cuộc phỏng vấn với Yeonhap News sau ngày hôm đó, thừa nhận mối quan hệ của họ bắt đầu vào tháng 5 năm 2016. Công ty phản ứng với xác nhận của Hyuna về tin đồn hẹn hò bằng việc hủy tất cả lịch trình đã được lên kế hoạch trước đó cho Triple H. Người hâm mộ bị chia rẽ về sự kiện này, một số người kêu gọi E'Dawn nên rời khỏi Pentagon, những người khác tập trung vào cách công ty đối xử không công bằng với cô và E'Dawn sau khi tiết lộ vụ bê bối, thay vì mối quan hệ của họ. Vào ngày 13 tháng 9, Cube Entertainment nói rằng họ sẽ chấm dứt hợp đồng, với lý do công ty không thể "duy trì niềm tin" với họ. Tuy nhiên, công ty cũng tuyên bố rằng họ vẫn sẽ thảo luận với cả hai cho đến khi có thông báo mới. Vào ngày 15 tháng 10, Cube Entertainment chính thức xác nhận hợp đồng của HyunA và Cube đã chấm dứt.
Vào ngày 27 tháng 1 năm 2019, cô ký hợp đồng với P-Nation, một công ty mới được thành lập bởi Psy sau khi anh rời YG Entertainment vào tháng 5 năm 2018.
Đúng 18 giờ ngày 15 tháng 11 năm 2019  (giờ địa phương), HyunA chính thức phát hành đĩa đơn mới tên là Flower Shower. Đây là màn tái xuất đầu tiên của cô sau khi rời khỏi Cube và đầu quân cho P-Nation (công ty do PSY thành lập và quản lý). Sau một ngày phát hành video âm nhạc đã đạt được 3.4 triệu lượt xem trên YouTube.

### 2021: Trở lại K-pop vớiI'm Not Cool
Chiều ngày 28/1, HyunA chính thức trở lại đường đua K-pop với MV I'm Not Cool, đây là sản phẩm mở đầu một năm mới đầy màu sắc của nữ idol. Trở lại với sản phẩm mới nhất I'm not cool, HyunA đốt cháy đường đua K-pop đầu năm bằng tạo hình nóng bỏng, quyến rũ hết mức. Tuy nhiên, bên cạnh đó cũng có nhiều phân đoạn trong MV khá kỳ quặc. "Nữ hoàng sexy" khoe vũ đạo sung trong những bối cảnh khác nhau: nằm lả lướt trên đám mây trắng hay khiêu vũ với một em "bạch xà".
Bên cạnh phần hình ảnh gây tranh cãi, phần âm nhạc của MV lại có giai điệu khá bắt tai và sôi động. MV I'm not cool nhanh chóng cán mốc hơn 5 triệu view chỉ sau vài giờ "thả cửa" và nhanh chóng nhận được sự chú ý từ công chúng và các fan hâm mộ. Được biết, đây cũng là ca khúc chủ đề nằm trong mini album thứ bảy cùng tên của HyunA nói về mong muốn của chính mình và mong đợi từ những người xung quanh.
MV cũng đánh dấu lần trở lại đầu tiên của HyunA kể từ sau Flower shower được phát hành vào tháng 11-2019, bởi vậy các fan hâm mộ đang nóng lòng hơn bao giờ hết để được thưởng thức MV mới.

## Đời tư
HyunA xác nhận rằng cô và thành viên E'Dawn (Pentagon) có mối quan hệ tình cảm kể từ tháng 5 năm 2016.
Ngày 15 tháng 10 năm 2018, Cube Entertainment thông báo HyunA chính thức kết thúc hợp đồng.
Tháng 1 năm 2019, HyunA đầu quân cho công ty của Psy (P NATION).
Ngày 4 tháng 2 năm 2022, Dawn chính thức cầu hôn HyunA sau 6 năm hẹn hò
Ngày 30 tháng 11 năm 2022, xác nhận chia tay Dawn sau 6 năm hẹn hò
Ngày 8 tháng 7 năm 2024, nhà đài YTN đưa tin HyunA sẽ kết hôn với bạn trai Yong Jun-hyung vào 11/10/2024 tại Seoul

## Danh sách đĩa nhạc

### EP
- Bubble Pop! (2011)
- Melting (2012)
- A Talk (2014)
- A+ (2015)
- A'wesome (2016)
- Following (2017)
- FLOWER SHOWER (2019)
- I’m Not Cool (2021)

## Giải thưởng
| Năm                                    | Giải thưởng                                       | Đề cử                                | Kết quả   |
| -------------------------------------- | ------------------------------------------------- | ------------------------------------ | --------- |
| Golden Disc Awards                     |                                                   |                                      |           |
| 2012                                   | Màn trình diễn vũ đạo xuất sắc nhất               | "Trouble Maker" (cùng với Hyunseung) | Đoạt giải |
| 2014                                   | Digital Bonsang                                   | "Red"                                | Đoạt giải |
| Gaon Chart Music Awards                |                                                   |                                      |           |
| 2010                                   | Streaming Awards                                  | "Change"                             | Đoạt giải |
| BreakTudo Awards 2018                  |                                                   |                                      |           |
| 2018                                   | Nghệ sĩ nữ của năm                                | Bản thân                             | Đề cử     |
| Herald Donga TV Lifestyle Awards       |                                                   |                                      |           |
| 2012                                   | Hot Icon Award                                    | —                                    | Đoạt giải |
| Mnet Asian Music Awards                |                                                   |                                      |           |
| 2010                                   | Màn trình diễn vũ đạo hay nhất                    | "Change"                             | Đề cử     |
| 2011                                   | Màn trình diễn vũ đạo hay nhất                    | "Bubble Pop!"                        | Đoạt giải |
| 2012                                   | Màn trình diễn vũ đạo hay nhất                    | "Ice Cream"                          | Đề cử     |
| 2012                                   | Màn hợp tác xuất sắc nhất                         | "Trouble Maker" (với Hyunseung)      | Đoạt giải |
| 2012                                   | Bài hát của năm                                   | "Ice Cream"                          | Đề cử     |
| 2014                                   | Bài hát của năm                                   | "Red"                                | Đề cử     |
| 2014                                   | Màn trình diễn vũ đạo xuất sắc nhất               | "Red"                                | Đề cử     |
| 2014                                   | Nghệ sĩ của năm                                   | Hyuna                                | Đề cử     |
| 2014                                   | Nghệ sĩ của năm                                   | Hyuna                                | Đề cử     |
| 2015                                   | Nghệ sĩ của năm                                   | Hyuna                                | Đề cử     |
| 2015                                   | Nghệ sĩ nữ xuất sắc nhất                          | Hyuna                                | Đề cử     |
| 2015                                   | Bài hát của năm                                   | "Roll Deep"                          | Đề cử     |
| 2015                                   | Màn trình diễn vũ đạo xuất sắc nhất               | "Roll Deep"                          | Đoạt giải |
| 2016                                   | Màn trình diễn vũ đạo xuất sắc nhất               | "How's This?"                        | Đề cử     |
| 2016                                   | Bài hát của năm                                   | "How's This?"                        | Đề cử     |
| 2016                                   | Nghệ sĩ của năm                                   | HyunA                                | Đề cử     |
| 2017                                   | Bài hát của năm                                   | "Babe"                               | Đề cử     |
| 2017                                   | Màn trình diễn vũ đạo xuất sắc nhất               | "Babe"                               | Đề cử     |
| 2018                                   |                                                   | "Lip & Hip"                          | Đề cử     |
| 2022                                   | Màn trình diễn vũ đạo xuất sắc nhất               | "I'm Not Cool"                       | Đề cử     |
| Melon Music Awards                     |                                                   |                                      |           |
| 2012                                   | Ngôi sao toàn cầu                                 | Hyuna                                | Đề cử     |
| 2012                                   | Bài hát thịnh hành nhất                           | "Trouble Maker" (với Hyunseung)      | Đoạt giải |
| 2017                                   | Ngôi sao âm nhạc                                  | Hyuna                                | Đoạt giải |
| Mnet 20's Choice Awards                |                                                   |                                      |           |
| 2012                                   | 20's Performance                                  | Hyuna                                | Đoạt giải |
| YouTube K-pop Awards                   |                                                   |                                      |           |
| 2011                                   | Popularity Video Award                            | "Bubble Pop"                         | Đoạt giải |
| SBS MTV Best of the Best               |                                                   |                                      |           |
| 2012                                   | Hiệu ứng toàn cầu                                 | Hyuna                                | Đề cử     |
| 2012                                   | Nghệ sĩ solo xuất sắc nhất                        | Hyuna                                | Đề cử     |
| 2012                                   | Best Cameo                                        | "Gangnam Style"                      | Đề cử     |
| 2012                                   | Màn hợp tác hay nhất với PSY                      | "Oppa Is Just My Style"              | Đề cử     |
| 2014                                   | Nữ nghệ sĩ solo xuất sắc nhất                     | Hyuna                                | Đề cử     |
| 2014                                   | Video âm nhạc gợi cảm nhất                        | "Red"                                | Đề cử     |
| Seoul Music Awards                     |                                                   |                                      |           |
| 2013                                   | Bonsang Award                                     | "Ice Cream"                          | Đề cử     |
| 2013                                   | Popularity Award                                  | "Ice Cream"                          | Đề cử     |
| 2015                                   | Màn trình diễn vũ đạo hay nhất                    | "Red"                                | Đoạt giải |
| 2022                                   | Ca khúc R&B xuất sắc nhất                         | "I'm not cool"                       | Đoạt giải |
| YinYueTai V-Chart Awards               |                                                   |                                      |           |
| 2013                                   | Nữ nghệ sĩ Hàn Quốc xuất sắc nhất                 | Hyuna                                | Đoạt giải |
| COSMO Glam Night                       |                                                   |                                      |           |
| 2019                                   | COSMO Camera Award                                | Hyuna                                | Đoạt giải |
| World Music Awards                     |                                                   |                                      |           |
| 2014                                   | Nghệ sĩ nữ của năm                                | Hyuna                                | Đề cử     |
| 2014                                   | Màn trình diễn hay nhất                           | Hyuna                                | Đề cử     |
| 2014                                   | Nghệ sĩ của năm                                   | Hyuna                                | Đề cử     |
| 3rd European K-POP / J-POP Music Award |                                                   |                                      |           |
| 2015                                   | Ca khúc trình diễn trên sóng truyền hình hay nhất | "Now" (cùng với Hyunseung)           | Đoạt giải |